# Chappes (Puy-de-Dôme)
Chappes is een gemeente in het Franse departement Puy-de-Dôme (regio Auvergne-Rhône-Alpes). De plaats maakt deel uit van het arrondissement Riom. Chappes telde op 1 januari 2022 1.609 inwoners.

## Geografie
De oppervlakte van Chappes bedroeg op 1 januari 2022 10,21 vierkante kilometer; de bevolkingsdichtheid was toen 157,6 inwoners per km².

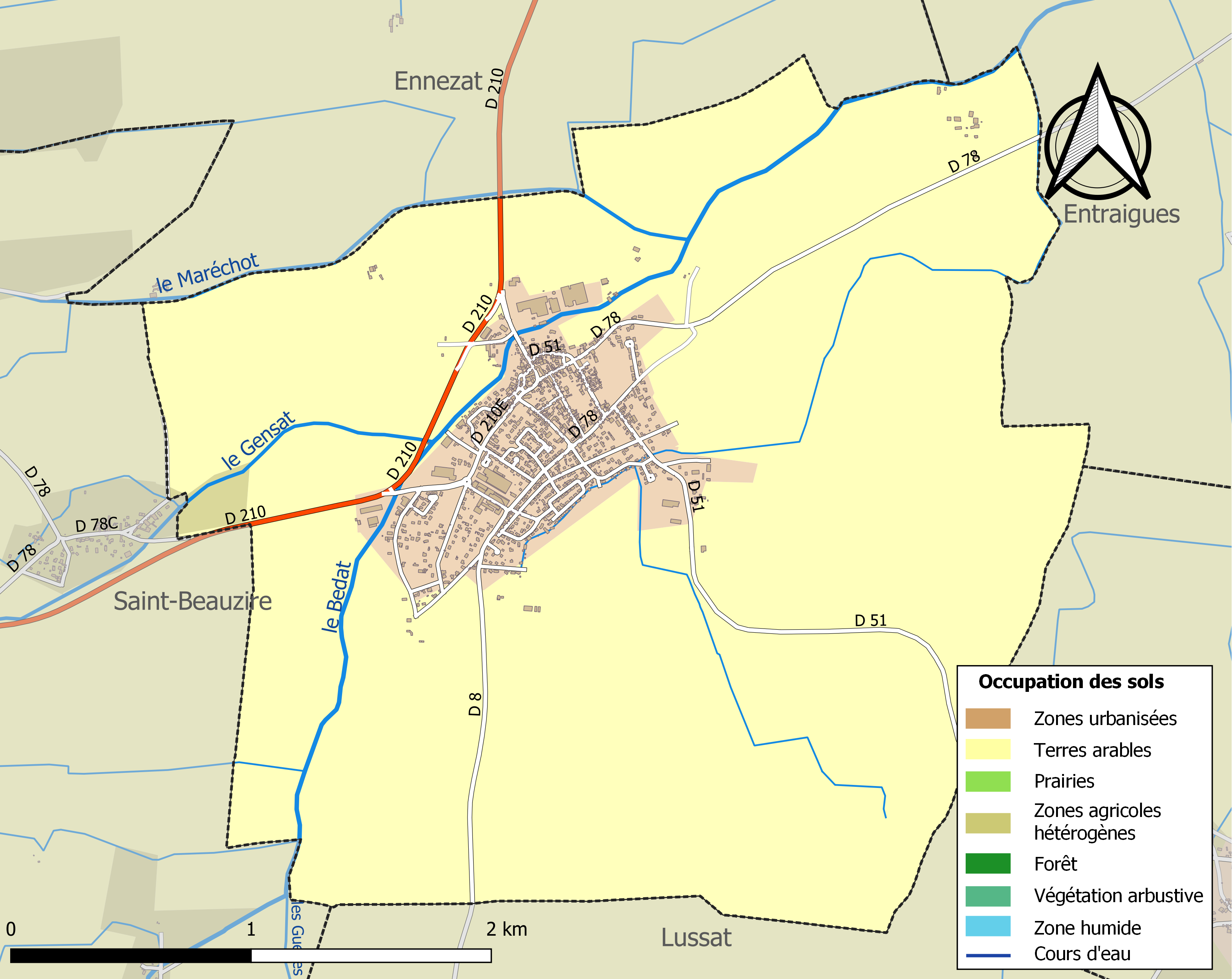
Kaart van de gemeente met belangrijkste infrastructuur, bodemgebruik en omliggende gemeenten

## Demografie
Onderstaande figuur toont het verloop van het inwonertal (bron: INSEE-tellingen).